# Pocenia
Pocenia (friuli nyelven Pucinie) település Olaszországban, Friuli-Venezia Giulia régióban, Udine megyében. Lakosainak száma 2370 fő (2023. január 1.). Pocenia Muzzana del Turgnano, Palazzolo dello Stella, Talmassons, Castions di Strada és Rivignano Teor községekkel határos.

## Népesség
A település népességének változása:
| Lakosok száma | 2496 | 2479 | 2370 |
|               | 2017 | 2018 | 2023 |